# Autonome Tibetaanse Prefectuur Dêqên

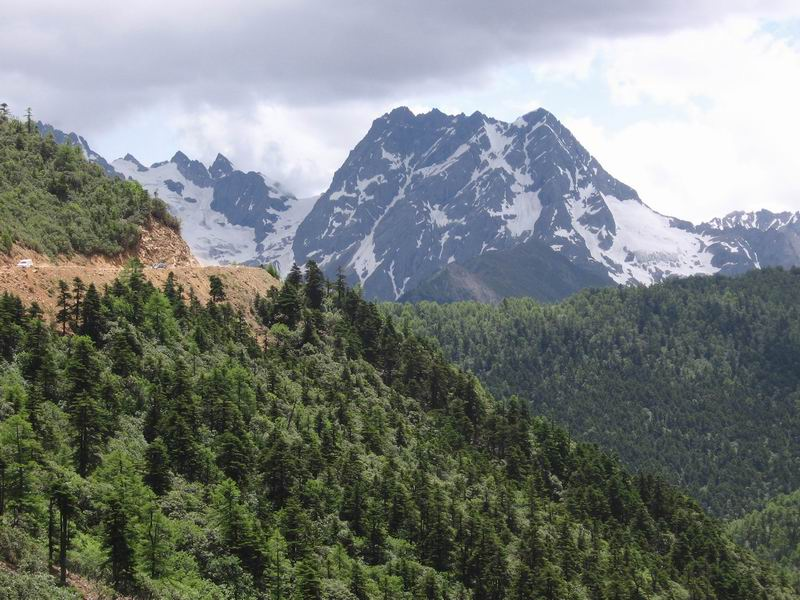
Bergpas in Dêqên

De autonome Tibetaanse Prefectuur Dêqên (Vereenvoudigd Chinees: 迪庆藏族自治州; Pinyin: Díqìng Zàngzú zìzhìzhōu; Tibetaans: བདེ་ཆེན་བོད་རིགས་རང་སྐྱོང་ཁུལ་; (Bde-chen Bod-rigs rang-skyong khul)) is een autonome prefectuur voor Tibetanen in de provincie Yunnan, China. De prefectuur ligt in het noordwesten van de provincie en bestaat grotendeels uit bergen. In het verleden was Dêqên onderdeel van de historische Tibetaanse provincie Kham. De hoofdstad van de prefectuur is plaats Jiantang in het Arrondissement Shangri-La (tot 2001 Zhongdian, Tibetaans: Gyalthang).

## Bestuurlijke divisies
De regio bestaat uit 3 divisies op arrondissementniveau.
| Arrondissement                     | Arrondissement   | Administratief centrum | Administratief centrum |
| Naam                               | Chinees          | Naam                   | Chinees                |
| ---------------------------------- | ---------------- | ---------------------- | ---------------------- |
| Arrondissement Shangri-La          | 香格里拉县       | Jiantang (Gyalthang)   | 建塘镇                 |
| Arrondissement Dêqên               | 德钦县           | Shengqping             | 升平镇                 |
| Autonoom Lisu Arrondissement Weixu | 维西傈僳族自治县 | Baohe                  | 保和镇                 |

Hier volgt een lijst met het aantal van de Officiële etnische groepen van de Volksrepubliek China in deze autonome prefectuur:
| Nationaliteit | Aantal  | Percentage |
| ------------- | ------- | ---------- |
| Tibetanen     | 117.099 | 33,12%     |
| Lisu          | 98.195  | 27,78%     |
| Han-Chinezen  | 57.928  | 16,39%     |
| Naxi          | 45.269  | 12,81%     |
| Bai           | 18.182  | 5,14%      |
| Yi            | 11.616  | 3,29%      |
| Hui           | 1.496   | 0,42%      |
| Pumi          | 1.496   | 0,42%      |
| Miao          | 1.434   | 0,41%      |
| Nu            | 241     | 0,07%      |
| Derung        | 137     | 0,04%      |
| Overige       | 425     | 0,11%      |